# ایملیک
ایملیک (به لاتین: Aimeliik) یک منطقهٔ مسکونی در پالائو است که در پالائو واقع شده‌است. ایملیک ۵۲ کیلومتر مربع مساحت و ۳۳۴ نفر جمعیت دارد.